# Consolação (distretto di San Paolo)
Consolação è un distretto (distrito) della zona centrale della metropoli brasiliana di San Paolo, situato nella subprefettura Sé. Il quartiere è in gran parte residenziale e contiene molti grandi edifici di appartamenti e condomini. È anche noto per le sue importanti istituzioni culturali. La regione è stata popolata fin dal XVI secolo ed è nota per i suoi edifici nello stile dell'architettura moderna di San Paolo.
Comprende parte del quartiere di Vila Buarque, dove hanno sede la Fratellanza della Santa Casa della Misericordia de San Paolo, il teatro dell'Università di San Paolo (TUSP) e il Centro Universitario Maria Antônia; parte del quartiere di Cerqueira César, dove si trova il Colégio São Luís. All'interno del distretto si trovano anche i quartieri nobili di Higienópolis e Pacaembu, tradizionali roccaforti intellettuali e sede di famiglie discendenti dai grandi coltivatori di caffè dell'inizio del XX secolo, dove hanno sede l'Università presbiteriana Mackenzie e la Fondazione Armando Álvares Penteado.

## Storia
L'area si sviluppò intorno al Caminho de Pinheiros o Caminho de Sorocaba, l'attuale Rua da Consolação, che ancora oggi è l'arteria principale del quartiere. Un tempo era una zona del tutto periferica, costellata di piantagioni di ortaggi e frutta. Solo intorno al 1779 sorse un piccolo insediamento. Fulcro di questo nuovo insediamento fu una piccola cappella in terra battuta dedicata alla Madonna della Consolazione. La cappella fu elevata a parrocchia nel 1798. Con la costruzione del tempio la zona iniziò ad essere lentamente urbanizzata grazie anche alla costruzione di nuove strade.
In seguito all'epidemia di colera del 1855 fu decretata la costruzione del Cimitero della Consolação, inaugurato poi nel 1858. Sul finire del XIX secolo la zona iniziò a diventare la residenza delle famiglie più benestanti della città. Sorsero così grandi proprietà e si svilupparono quartieri come Higienópolis e Santa Cecília. Anche l'apertura dell'Avenida Paulista nel 1891 conferì ulteriore importanza a Consolação, data la vicinanza delle due aree. Con il passare degli anni il quartiere divenne sempre più popolare, in particolare per l'importanza nella vita notturna, sociale e culturale.

## Monumenti e luoghi d'interesse
- Chiesa di Nostra Signora della Consolazione

## Trasporti
La strada principale del quartiere è rua da Consolação, che collega il centro di San Paolo all'Avenida Paulista. Il quartiere è servito da tre stazioni della metropolitana, Consolação, Paulista e Higienópolis-Mackenzie.